# Lævateinn
En la mitología nórdica, Lævateinn es una poderosa arma que se menciona brevemente en la Edda poética Fjölsvinnsmál. El nominativo Lævateinn no aparece en la lectura del manuscrito original, pero es una enmienda de Hævateinn realizado por Sophus Bugge y otros. El nombre modificado Lævateinn se ha considerado etimológicamente ser un kenning para una espada en nórdico antiguo, traducido como una «ramita para dañar».
Es una espada mítica que pasó de las manos de Loki a las de Surtr y de este pasó a Freyr. En general se le atribuye el elemento fuego (Loki y Surt están asociados a ese elemento) y la dualidad de ser una vara-espada o lanza-espada. Laevateinn o Levatine, llamada también «vara para Causar Daño» o «báculo de la destrucción»; muestra un parentesco con la lanza de Lugh en la mitología celta, la cual podía provocar terremotos y tenía afiliación al fuego. Lugh es un dios equivalente a Loki en la mitología nórdica.
Un elfo llamado Völundr (nombre que hace referencia a un herrero) la forjó para Vili uno de los dioses de la creación hermano de Odín y a Loki. Esto fundamenta por qué se consideraba este último como un ente del caos, además de justificar la hermandad de sangre con Odín.
Por generaciones se transmitieron los mitos e historias de que los nórdicos están en el árbol (fresno) del mundo, el cual se conoce como Yggdrasill en las sagas nórdicas y la poesía escáldica. Una oscura leyenda cuenta cómo un ambicioso jotun se aventuró al centro del fresno para obtener una rama legendaria que allí se encontraba, la “Rama de la Ruina”, conocida por la peculiaridad de brotar en lugares sin vida aparente, en trozos de esqueletos extraídos de un lugar de abundante follaje (véase muérdago); él la arrancó de su base e hizo camino a las tierras de los Dvergar. Ese mismo jotun fue quien confirió a la rama el atributo para convertirse en Lævateinn.

## Teorías
Viktor Rydberg teoriza que la espada era la que forjó Völundr, y que es la misma que Freyr regaló para conseguir a Gerðr. Henry Adams Bellows sugiere que puede ser muy razonable que Lævatein sea el mismo muérdago que mató a Balder.

## Cultura popular
- En Persona 5 y Persona 5 Royal, el Persona del personaje Goro Akechi, Loki, posee una habilidad llamada Laevateinn, en el cual usa una espada imbuida en un aura púrpura para atacar.

- En Touhou Project, el personaje Flandre Scarlet posee este artilugio. Sin embargo, el arma tiene una forma muy distinta, semejante a una especie de vara semi-doblada, cuya punta tiene una forma de corazón. También Lævateinn es mencionada en su segunda "spell card" llamada "Taboo Lävatein".

- En Kuroshitsuji II el Demonio Hannah Anafeloz guarda esta arma.

- En Matantei Loki Ragnarok, basado en la mitología nórdica, Loki usa un arma que hace referencia a Leavateinn.

- En Tactics Ogre: The Knight of Lodis aparece como una de las armas que puedes conseguir luchando en combates alternativos a la historia del juego.

- En la franquicia Yu-Gi-Oh! existen tres cartas relacionadas con el arma, "Reliquia Nórdica Laevateinn" (Trampa) y los monstruos "Laevatein, Jefe Geneincursor de las Sombras" y "Dracounidad Arma Leyvaten".

- En el videojuego 'God of War' de 2018, el arma principal del protagonista es llamada 'Leviathan', y aunque este nombre se le pueda relacionar más a la bestia bíblica que a 'Lævateinn' se podría interpretar que es una modificación del nombre ya que aunque hay discrepancias entre la espada que supone ser el arma mitológica y el hacha dentro del videojuego, una relacionada al elemento del fuego y otra enteramente al hielo, respectivamente; es evidente que se toma inspiración de la "varita para dañar" que originalmente es. Por otro lado, las pasadas armas principales, las Espadas del Caos, reaparecen durante la aventura, siendo estas del correspondiente elemento del fuego.

- En Fire Emblem Heroes es una personaje jugable procedente del reino de Muspell e hija del soberano ígneo Surtr y con una hermana llamada laegjarn.

- En el Black Clover es uno de los ataques de Mars, aunque no tiene nada que ver ni en atributos ni en descripción.